# بيجو 4008
بيجو 4008 هي سيارة رياضية متعددة الأغراض من صناعة بيجو، تم الكشف عنها في سبتمبر 2011. أنتجت في 2012 وتوقف إنتاجها في 2017. تم تجميعها في أوكازاكي، اليابان.

## معرض صور

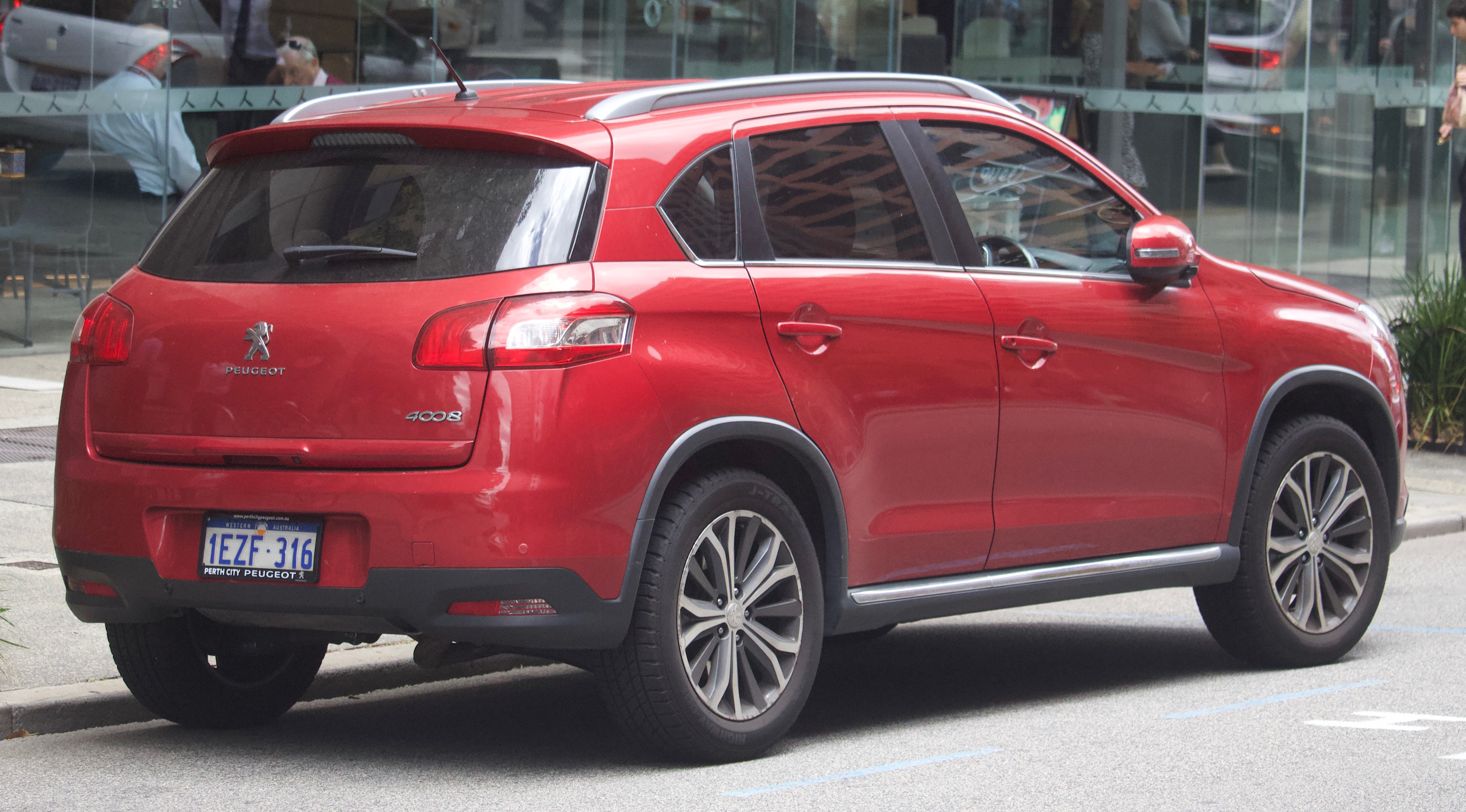
بيجو 4008 من الخلف